# Луїза Дрессер
Луїза Джозефіна Керлін, відома як Луїза Дрессер (англ. Louise Dresser; 5 жовтня 1878 — 24 квітня 1965) — американська акторка.

## Біографія
Народилася в місті Евансвілль в штаті Індіана, 5 жовтня 1878 року в сім'ї Вільяма та Іди Керлін. Коли їй виповнилося 10 років, родина переїхала в місто Колумбус в Огайо. Незабаром в аварії на залізниці загинув її батько, який був залізничним інженером, і Луїза залишилася під опікою матері. У 16 років вона кинула навчання і втекла з дому з бажанням почати кар'єру в індустрії розваг.
Спочатку вона брала участь у водевілях і бродвейських постановках, а в 1922 році дебютувала у фільмі «Слава Клементіни». У 1924 році у неї була перша головна роль у картині «Місто, яке ніколи не спить».
Псевдонім взяла на честь друга Пола Дрессера, популярного на початку XX століття поета-пісняра, брата Теодора Драйзера. У 1928 році Дрессер стала однією з перших трьох акторок, номінованих на премію «Оскар» за найкращу жіночу роль, у фільмі «Корабель припливає».
У 1934 році Дрессер виконала роль імператриці Єлизавети Петрівни у фільмі «Кривава імператриця». Останній раз на кіноекранах вона з'явилася в 1937 році в ролі Елен Кларк у фільмі «Дівчина Салема». У 1957 році взяла участь у телевізійній програмі Ральфа Едвардса «Це твоє життя».
Дрессер була у шлюбі з Джеком Гарднером, який помер в 1951 році. Пізніше вона пошлюбила музиканта Джека Норворта, шлюб закінчився розлученням. Дітей не мала.
Луїза Дрессер померла 24 квітня 1965 року після операції на кишечнику у Вудленд-Гіллз у віці 86 років. Похована в каліфорнійському місті Глендейл. 
За свій внесок в кіно Луїза Дрессер удостоєна зірки на Голлівудській алеї слави.

## Вибрана фільмографія
- 1922 — Палаючі піски / Burning Sands — Кейт Бінден
- 1923 — Блудні дочки / Prodigal Daughters — місіс Форбс
- 1925 — Орел / The Eagle
- 1926 — Третя ступінь / The Third Degree — Алісія Далі
- 1928 — Корабель припливає / A Ship Comes In — місіс Плезнік
- 1933 — Ярмарок штату / State Fair — Меліса Фрейк